# أجاي سينغ ياداف
أجاي سينغ ياداف هو سياسي هندي، ولد في 2 نوفمبر 1958. نشط حزبياً في المؤتمر الوطني الهندي. وقد انتخب Member of the Haryana Legislative Assembly ‏.